# Jacopo Bonanni
Jacopo Bonanni (Roma, 17 febbraio 1992) è un doppiatore italiano.

## Biografia
Nipote degli attori e doppiatori Eliana Lupo e Sergio Fiorentini, inizia a fare doppiaggio fin da quando aveva cinque anni, lavorando in film cinematografici, d'animazione e televisivi.
Tra gli attori a cui ha prestato la voce, vi sono Freddie Highmore che ha doppiato in La fabbrica di cioccolato, Neverland - Un sogno per la vita e Due fratelli, Josh Hutcherson in Zathura - Un'avventura spaziale e Un ponte per Terabithia e Forrest Landis in Una scatenata dozzina e Flightplan - Mistero in volo.

## Doppiaggio

### Film
- Joel Courtney in The Kissing Booth, The Kissing Booth 2, The Kissing Booth 3
- Freddie Highmore in Due fratelli, La fabbrica di cioccolato, Neverland - Un sogno per la vita
- Forrest Landis in Una scatenata dozzina, Il ritorno della scatenata dozzina, Flightplan - Mistero in volo
- Josh Hutcherson in Zathura - Un'avventura spaziale, Un ponte per Terabithia
- Ryan Malgarini in Quel pazzo venerdì, Quel pazzo venerdì, sempre più pazzo
- Logan Lerman in The Butterfly Effect
- Skandar Keynes in Le cronache di Narnia - Il leone, la strega e l'armadio
- Brian Falduto in School of Rock
- Chase Ellison in Un segreto tra di noi
- Cameron Bright in Thank You for Smoking
- Cayden Boyd in Le avventure di Sharkboy e Lavagirl in 3-D
- Mike Weinberg in Mamma, ho allagato la casa
- Théodule Carre Cassaigne in Les choristes - I ragazzi del coro
- Alexander Ludwig in Corsa a Witch Mountain
- Chris Colfer in Glee: The 3D Concert Movie
- Ryan Wilson in Oscure presenze a Cold Creek
- Spencer List in A Wife's Nightmare - L'incubo di una moglie
- Thomas Meilstrup in Festa di fine estate

### Film d'animazione
- Ochetta in Koda, fratello orso
- Pinocchio in Pinocchio 3000
- Bambi in Bambi 2 - Bambi e il Grande Principe della foresta
- Timballo in Monster House
- Max ne La stella di Laura
- Mamoru Chiba da bambino in Sailor Moon R The Movie - La promessa della rosa (doppiaggio Shin Vision)
- Rollo da bambino ne La principessa sul pisello

### Serie televisive e telenovelas
- Joshua Logan Moore in Desperate Housewives
- Chris Colfer in Glee
- Daniel E. Smith in Alias
- Shannon Lively in Sleepover Club
- Julian Paeth in Grani di pepe
- Oliver Davis in E.R. - Medici in prima linea
- Valentín Villafañe in Niní
- Jansen Panettiere in Tiger Cruise - Missione crociera

### Cartoni animati
- Eubie in Higglytown Heroes - 4 piccoli eroi
- Vaughn in Crash Canyon
- Hoagie in Daniel Spellbound

### Videogiochi
- Edmund Pevensie in Le cronache di Narnia: Il leone, la strega e l'armadio[2]